# Maurice de Mercx
Le baron Maurice-Ignace-Marie-Joseph de Mercx, né le 16 février 1781 à Bruxelles et mort le 16 août 1856 à Bruxelles, est un général et diplomate belge.

## Biographie
Maurice de Mercx est le fils de Louis de Mercx, président de la Cour supérieure de justice de Bruxelles, conseiller privé de Sa Majesté l'empereur d'Autriche, et de Marie Anne Piéret. Marié à Isabelle van den Nest, fille de Hubert van den Nest et petite-fille de Henri Baudouin van den Nieuwenhuysen, il est le beau-père de Charles-Jules Giraud et de Gustave Adolphe David de Gheest.
En 1800, il entre en tant que cadet au régiment des uhlans du comte de Merveldt. Après s'être distingué à Hohenlinden sous les yeux de l'Archiduc Jean, le 18 décembre 1800, il est promu sous-lieutenant sur le champ de bataille. Il passe lieutenant en 1804, capitaine en 1809 et chef d'escadron la même année.
Après avoir pris part à toutes les campagnes entre 1800 et 1814 au service de l'Autriche, et reçu de nombreuses blessures, il passe, après la reddition de Paris, au service des Pays-Bas le 18 septembre 1814. Il est alors nommé major au 5e régiment de dragons légers belges sous les ordres du général-major Jean Baptiste Van Merlen, 2e brigade de cavalerie légère, et se distinguant à Waterloo, passe lieutenant-colonel le 2 septembre 1815. Il est promu colonel en 1825 et prend le commandement du 2e régiment de cuirassiers.
Il passe au service de la Belgique naissante en 1830, et est nommé par le régent général-major et membre de la Haute cour militaire le 3 avril 1831. Au mois d'août de la même année, Léopold Ier de Belgique, qui se l’était attaché comme conseiller militaire, le nomme ministre plénipotentiaire à la cour de Berlin. À sa demande, il rentre en Belgique et reprend sa place à la Haute cour.
Il est promu lieutenant général en 1841 avec continuation de ses fonctions, et est admis à la retraite en 1845.
Le baron de Mercx est grand-croix de l'ordre militaire de Guillaume et commandeur de l'ordre de Léopold.

## Sources
1. ↑  Son nom est parfois écrit de Merckx
2. ↑  Ferdinand Rapedius de Berg, Pierre Auguste Florent Gérard, Mémoires et documents pour servir à l'histoire de la révolution brabançonne, volume 2, Demanet, 1843
3. ↑  Annuaire de la province de la Flandre-orientale, 1833

- "Biographie nationale, Volume 20", Académie royale de Belgique, 1910
- Aug SCHELER, "Annuaire statistique et historique Belge, Volume 4", Kiessling, 1857
- Ferd VELDEKENS, "Le livre d'or de l'ordre de Léopold et de la croix de fer, Volume 2", lelong, 1858
- "Annuaire de la noblesse de Belgique", A. van Dale, 1857